# لوئیس ایناسیو لولا دا سیلوا
لوئیس ایناسیو لولا دا سیلوا (به پرتغالی: Luiz Inácio Lula da Silva)، سیاستمدار برزیلی و رئیس‌جمهور این کشور است. وی دو بار متوالی در سال‌های ۲۰۰۲ و ۲۰۰۶ و یک بار هم در سال ۲۰۲۲ به عنوان رئیس‌جمهور برزیل برگزیده شد. وی پیش‌تر در سال‌های ۱۹۸۹، ۱۹۹۴ و ۱۹۹۸ نیز در انتخابات ریاست جمهوری برزیل حضور داشت که در این زمینه توفیقی به دست نیاورده بود. همچنین وی از بنیان‌گذاران حزب کارگر برزیل است.
در دوران زمامداری وی، اقتصاد برزیل رشد سریعی یافت و برزیل به عنوان یکی از قدرت‌های نوظهور اقتصادی جهان مطرح شد. لولا پنجمین رئیس‌جمهور برزیل است که سر از زندان درآورده و در عین حال نخستین رئیس‌جمهور این کشور است که برای فساد دستگیر شده‌است. لولا را یکی از محبوب‌ترین رئیس‌جمهورهای تاریخ برزیل و یکی از محبوب‌ترین سیاست‌مداران جهان می‌دانند.
دا سیلوا در ۳۰ اکتبر ۲۰۲۲ با شکست دادن ژائیر بولسونارو در رقابتی نزدیک به عنوان رئیس‌جمهور انتخاب شد. او اولین فردی است که سه بار به صورت دموکراتیک به عنوان رئیس‌جمهور برزیل انتخاب می‌شود و دومین فردی است که برای دوره‌های غیر متوالی ریاست جمهوری (پس از ژتولیو وارگاس) انتخاب شده‌است.

## زندگی
لوئیس ایناسیو لولا دا سیلوا در ۲۷ اکتبر ۱۹۴۵ در کائتس واقع در ۲۵۰ کیلومتری شهر ریسیف در شمال شرقی برزیل به دنیا آمد. وی فرزند هفتم از ۸ فرزند خانواده‌ای فقیر بود. وی از ۱۲ سالگی مجبور به کار شد و در خیابان از طریق واکس زدن کفش رهگذران درآمد کسب می‌کرد. در ۱۴ سالگی، وی نخستین کار رسمی خود را به عنوان تراشکار در یک کارخانه فرآوری مس آغاز کرد.

در ۱۹ سالگی در حادثه‌ای که هنگام کار با ماشین پرس رخ داد، یکی از انگشتانش را از دست داد. لولا به تدریج وارد مسائل صنفی شد و فعالیت خود را در این عرصه گسترش داد. او سپس به عضویت اتحادیه فلز کاران برزیل درآمد و در سال ۱۹۷۵ ریاست این اتحادیه را عهده‌دار شد.
وی به علت این که مجبور به کار کردن بود، نتوانست به‌طور منظم درس بخواند و تنها تا کلاس هشتم تحصیل کرده‌است.

## سفر به ایران

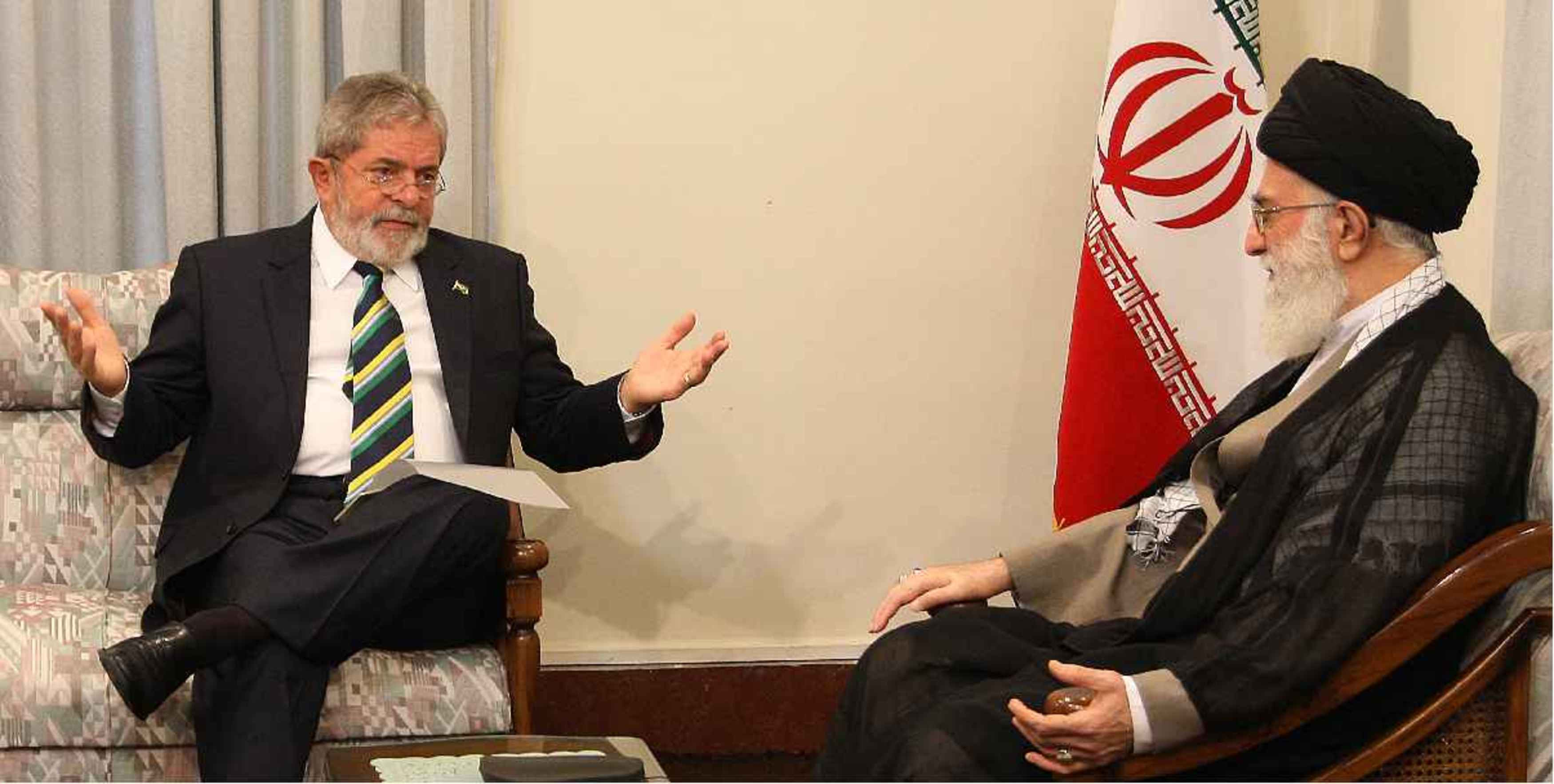
لولا در دیدار با سیدعلی خامنه‌ای

اردیبهشت ۱۳۸۹ دا سیلوا به منظور شرکت در اجلاس گروه ۱۵ در راس یک هیئت عالی‌رتبه سیاسی و اقتصادی به ایران سفر کرد. وی در این سفر دیدارهایی با سید علی خامنه‌ای، محمود احمدی‌نژاد و علی لاریجانی داشت. در زمان ریاست جمهوری لولا حجم تجارت ایران و برزیل از مقدار ۱۴ میلیون دلار به حدود ۳ میلیارد دلار رسید.
وی در دسامبر 2024 به علت خونریزی مغزی تحت عمل جراحی قرارگرفت که به گفته ی منابع عمل جراحی او موفقیت آمیز بوده است.

## بازداشت
در مارس ۲۰۱۶ پلیس در ساعات بامداد با مراجعه به خانه لولا داسیلوا در حومه سائو پائولو، وی را دستگیر کرد. پلیس علت دستگیری وی را وجود مدارکی مبنی بر دریافت سود غیرقانونی از شرکت نفتی پتروبراس اعلام کرد.